# M25 582
M25 582 är en spårvagn tillverkad 1961 av Hägglunds, på uppdrag av Göteborgs Spårvägar AB. Vagnen gick i linjetrafik i Göteborg till 1991, och togs 1994 över av Spårvägssällskapet Ringlinien.

## Historia
Vagnar av typen M25 började levereras i slutet av 50-talet, och vagn 582 levererades 5 april 1961. Liksom de andra M25:orna levererades 582 i vänstertrafikutförande med dörrar på vänster sida. På grund av högertrafikomläggningen i Sverige 1967 byggdes flera av M25:orna om till högertrafikutförande, men vagnarna i serien 579 - 593 behölls i vänstertrafikutförande. De byggdes dock om 1968 för att gå på Angeredsbanan som på den tiden saknade vändslingor. Vänstervagnarna kopplades på baklänges efter högervagnar så att alla dörrar var på samma sida. Vänstervagnarna gick då baklänges till Angered, och sedan framlänges på tillbakavägen från Angered in till stan. Vagn 582 byggdes om för Angeredsbanan mellan 21 maj och 16 juni 1968.
De vagnar som byggdes om för Angeredsbanan fick ett A i typbeteckningen. Vänstervagnarna (579-593) fick typbeteckningen M25Av och högervagnarna (611-625) fick beteckningen M25Ah.
I oktober 1991 utrangerades vagnen och togs över av Ringlinien 1994. Mellan oktober 1997 och 5 juni 1999 hyrdes vagnen ut till Oslos spårväg där den fick beteckningen SM91 264.
Vagnen tas idag om hand av Ringlinien och är placerad i Gårdahallen i Göteborg, men ägs av Göteborgs Stad.
|  |